# Tara Kirk
Tara Kirk (Bremerton, Estados Unidos, 12 de julio de 1982) es una nadadora estadounidense especializada en pruebas de estilo braza, donde consiguió ser subcampeona mundial en 2007 en los 100 metros.

## Carrera deportiva
En el Campeonato Mundial de Natación de 2007 celebrado en Melbourne ganó la medalla de plata en los 100 metros estilo braza, con un tiempo de 1:06.34 segundos, tras la australiana Leisel Jones  (oro con 1:05.72 segundos) y por delante de la ucraniana Anna Jlistunova.
En los Juegos Olímpicos de Atenas 2004 la medalla de plata nadando las series eliminatorias de la prueba de 4x100 metros estilos.

## Palmarés internacional
| Juegos Olímpicos               | Juegos Olímpicos      | Juegos Olímpicos  | Juegos Olímpicos |
| Año                            | Lugar                 | Medalla           | Prueba           |
| ------------------------------ | --------------------- | ----------------- | ---------------- |
| 2004                           | Atenas (Grecia)       | Medalla de plata  | 4x100 m estilos  |
| Campeonato Mundial de Natación |                       |                   |                  |
| 2003                           | Barcelona (España)    | Medalla de plata  | 4x100 m estilos  |
| 2005                           | Montreal (Canadá)     | Medalla de bronce | 100 m braza      |
| 2005                           | Montreal (Canadá)     | Medalla de plata  | 4x100 m estilos  |
| 2007                           | Melbourne (Australia) | Medalla de plata  | 4x100 m estilos  |
| 2007                           | Melbourne (Australia) | Medalla de plata  | 100 m braza      |
| 2007                           | Melbourne (Australia) | Medalla de bronce | 50 m braza       |